# Computer Systems Research Group

Evolución simplificada de los sistemas Unix. El kernel Mach fue una bifurcación de BSD 4.3 que condujo a NeXTSTEP/OpenStep, en el que se basan macOS e iOS.

El Computer Systems Research Group (CSRG), en español, Grupo de Investigación de Sistemas Informáticos, fue un grupo de investigación de la Universidad de California en Berkeley, que se dedicó a mejorar el sistema operativo AT&T Unix y fue financiado por la DARPA (Agencia de Proyectos de Investigación Avanzada de Defensa).

## Historia
El profesor Bob Fabry de Berkeley adquirió una licencia de fuente UNIX de AT&T en 1974. Su grupo comenzó a modificar UNIX y distribuyó su versión como Berkeley Software Distribution (BSD). En abril de 1980, Fabry firmó un contrato con DARPA para desarrollar UNIX aún más y adaptarse a los requisitos específicos de ARPAnet. Con esta financiación, Fabry creó el Computer Systems Research Group (Grupo de investigación de sistemas informáticos).
La API de Socket de Internet y el Berkeley Fast File System son algunas de las innovaciones más significativas del grupo. La interfaz de sockets (Berkeley Sockets) resolvió el problema de admitir múltiples protocolos (por ejemplo, XNS y TCP/IP), y extendió la noción de "todo es un archivo" de UNIX a estos protocolos de red, mientras que el Berkeley Fast File System aumentó el tamaño de asignación de bloques de 512 bytes a 4096 bytes. (o más grande), mejorando el rendimiento de la transferencia de disco, al tiempo que permite "microbloques" tan pequeños como 128 bytes, lo que mejoró el uso del disco. Otra contribución notable fueron las señales de control de trabajos, que permitían a un usuario suspender un trabajo presionando una tecla (control-Z) y luego continuar ejecutándolo en segundo plano bajo el C Shell.
Las versiones notables de BSD fueron:
- 3.0 BSD (la primera versión de BSD compatible con memoria virtual),
- 4.0 BSD (que incluía la funcionalidad de control de trabajos CTRL-Z, para suspender y reiniciar un trabajo en ejecución),
- Una versión especial 4.15 (interina) de BSD que se había lanzado usando TCP/IP de BBN,
- 4.2 BSD (que incluía una pila completa de TCP/IP, compatibilidad con FFS y NFS).

A principios de la década de 1980, CSRG era el desarrollador de Unix no comercial más conocido, y la mayoría de los sitios de Unix usaban al menos algún software de Berkeley. AT&T incluyó algunos trabajos de CSRG en Unix System V.
Durante las décadas de 1970 y 1980, AT&T/USL elevó la tarifa de licencia comercial para UNIX de $20000 a $100000–$200000 USD. Esto se convirtió en un gran problema para los pequeños laboratorios de investigación y las empresas que usaban BSD, y el CSRG decidió reemplazar todo el código fuente que se originó en AT&T. Tuvieron éxito en 1994, pero AT&T no estuvo de acuerdo y demandó a Berkeley. Después de un acuerdo judicial en 1994, CSRG distribuyó la versión final de BSD, denominada 4.4BSD-Lite2.
El grupo se disolvió en 1995, dejando un legado importante: FreeBSD, OpenBSD, NetBSD y DragonFly BSD se basan en la distribución 4.4BSD-Lite y continúan desempeñando un papel importante en la comunidad UNIX de código abierto actual, incluso dictando el estilo de C utilizado a través de KNF en la man page.
Junto con la Free Software Foundation y Linux, el CSRG sentó las bases de la comunidad de código abierto.
Los exmiembros incluyen a Keith Bostic, Bill Joy, Marshall Kirk McKusick, Samuel J. Leffler, Özalp Babaoğlu y Michael J. Karels, entre otros. Las corporaciones Sun Microsystems, Berkeley Software Design y Sleepycat Software (posteriormente adquirida por Oracle) pueden ser consideradas empresas spin-off de CSRG. Berkeley Software Design fue dirigido por Robert Kolstad, quien dirigió el desarrollo de BSD Unix para supercomputadoras en Convex Computer.